# گمارش محصول
گمارش محصول (انگلیسی: Product placement) یا بازاریابی جاسازی شده (انگلیسی: Embedded marketing) یک روش بازاریابی است که در آن با هدف خاص تبلیغات به یک برند یا یک محصول خاص در یک کلای دیگر، به ویژه در فیلم‌ها یا مجموعه‌های تلویزیونی اشاره می‌شود.